# Hawkwind 50 Live
Hawkwind 50 Live is een livealbum van Hawkwind.

## Inleiding
Hawkwind hield in november 2019 een korte tournee door Engeland, Wales en Schotland om hun 50-jarig bestaan te vieren. Het slotconcert vond plaats op 26 november 2019 in de Royal Albert Hall. Tijdens het concert speelde de band hun “standards” tot aan werk van Lemmy Kilmister aan toe. Begin en eind van de concerten maakte Hawkwind de toehoorders duidelijk dat ze voorzichtig moesten zijn met de Aarde. Oudgediende Tim Blake maakte de tournee mee.

## Musici
- Dave Brock – zang, gitaar, toetsinstrumenten
- Magnus Martin – zang, gitaar, toetsinstrumenten
- Tim Blake – theremin, SynthAxe
- Niall Hone – basgitaar en toetsinstrumenten
- Richard Chdawick – drumstel, zang
- Phil Campbell – gast op cd2 (uit Motörhead)

## Muziek
| Nr. | Titel                              | Duur  |
| --- | ---------------------------------- | ----- |
| 1.  | Motorway city (Brock)              | 6:29  |
| 2.  | Flesh fondue (Brock)               | 8:58  |
| 3.  | Last man on earth (Martin)         | 4:51  |
| 4.  | Space is dark (Brock)              | 3:18  |
| 5.  | Born to go (Brock, Robert Calvert) | 10:45 |
| 6.  | 65 million years ago (Brock)       | 4:56  |
| 7.  | In the beginning (Brock)           | 2:22  |
| 8.  | Spirit of the age (Brock, Calvert) | 7:37  |
| 9.  | The fantasy of Faldum (Brock)      | 9:23  |

| Nr. | Titel                                       | Duur |
| --- | ------------------------------------------- | ---- |
| 1.  | The watcher (Kilmister)                     | 6:00 |
| 2.  | Silver machine (Brock, Calvert)             | 4:47 |
| 3.  | Assault and battery (Brock)                 | 2:37 |
| 4.  | Golden void (Brock)                         | 6:06 |
| 5.  | The right to decide (Brock)                 | 9:54 |
| 6.  | Accolade                                    | 1:45 |
| 7.  | Hurry on sundown (Brock)                    | 7:15 |
| 8.  | Masters of the universe (Brock, Nik Tuner)  | 8:34 |
| 9.  | Welcome to the universe (Calvert, Hawkwind) | 1:57 |

Hurry on sundown is het oudste nummer; het stamt uit 1970. Last man on earth, Flesh fondue en 65 million years ago komen uit 2019, album All aboard the Skylark.